# ديدار فوزي-روسانو
ديدار فوزي-روسانو ‏ (20 أغسطس 1920 في القاهرة - 26 مايو 2011 في جنيف) من مصر.